# Kuplet
Kuplet je píseň jednoduché formy (vycházející původně z prozódického dvojverší), zpravidla s refrénem, někdy aktuálního, satirického nebo žertovného obsahu; uplatňuje se zejména ve fraškách a v kabaretech.